# Bézéril
Bézéril (Beserilh en gascon) est une commune française située dans le sud-est du département du Gers en région Occitanie. Sur le plan historique et culturel, la commune est dans le Savès, une petite province gasconne correspondant au cours moyen de la Save.
Exposée à un climat océanique altéré, elle est drainée par la Marcaoue, l'Esquinson, le ruisseau des tachouères et par divers autres petits cours d'eau. La commune possède un patrimoine naturel remarquable composé d'une zone naturelle d'intérêt écologique, faunistique et floristique.
Bézéril est une commune rurale qui compte 106 habitants en 2022, après avoir connu un pic de population de 372 habitants en 1841.  Elle fait partie de l'aire d'attraction de Toulouse. Ses habitants sont appelés les Bézériliens ou  Bézériliennes.
Le patrimoine architectural de la commune comprend deux  immeubles protégés au titre des monuments historiques : le château, inscrit en 1977, et l'église Saint-Jacques, inscrite en 1979.

## Géographie

### Localisation
Bézéril est une commune de Gascogne située à 8 km au nord-nord-ouest de Samatan.
Les communes limitrophes sont  Lahas, Noilhan, Polastron, Saint-André, Saint-Soulan et Samatan.
Bézéril est limitrophe de six communes.
| Saint-André | Lahas        |         |
| Polastron   | Bézéril      | Noilhan |
|             | Saint-Soulan | Samatan |

### Géologie et relief
La superficie de la commune est de 965 hectares ; son altitude varie de 172  à   272 mètres.
Risques naturels et technologiques
Bézéril se situe en zone de sismicité 1 (sismicité très faible).

### Hydrographie

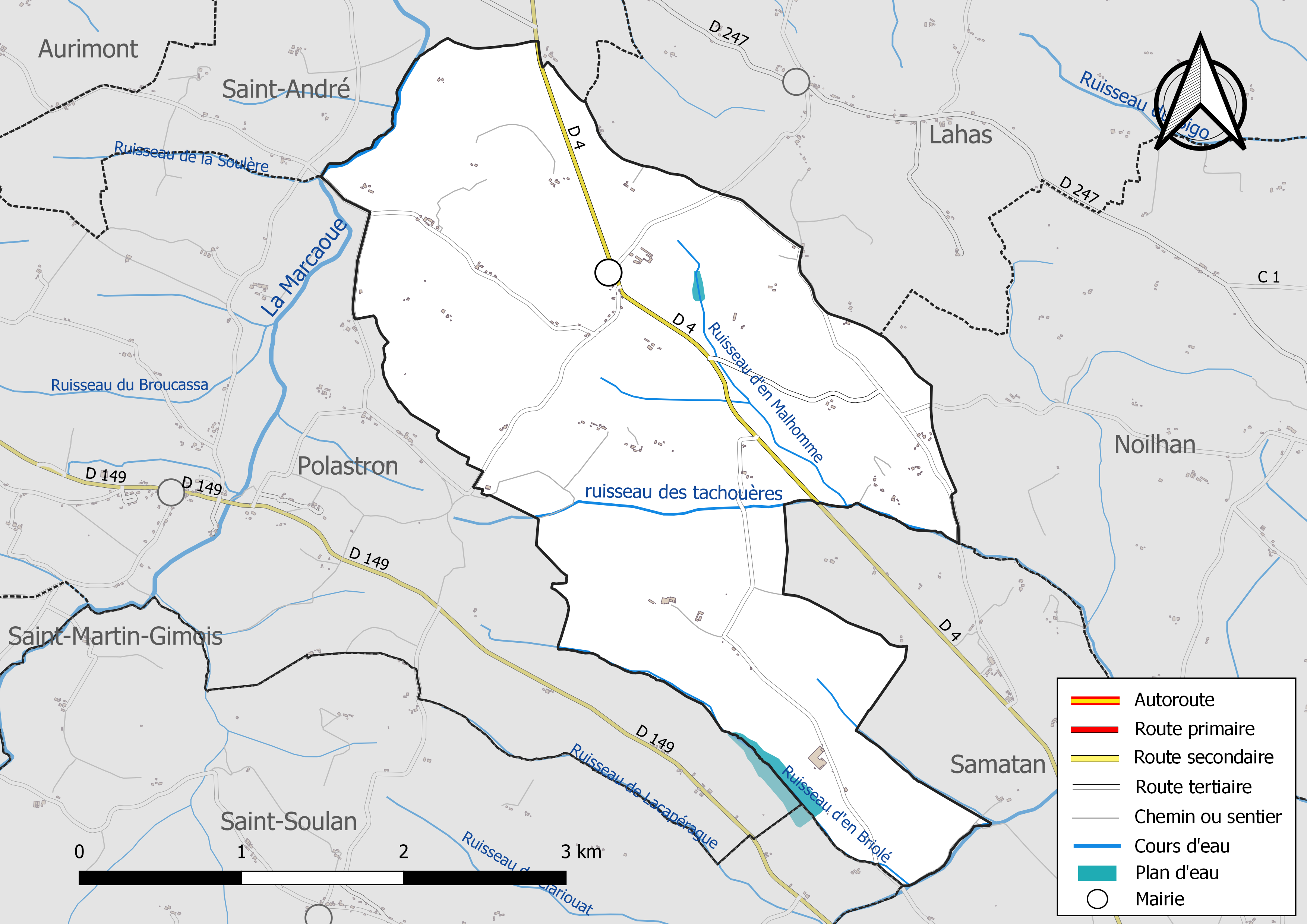
Réseaux hydrographique et routier de Bézéril.

La commune est dans le bassin de la Garonne, au sein du bassin hydrographique Adour-Garonne. Elle est drainée par la Marcaoue, l'Esquinson, le ruisseau des tachouères, le ruisseau de la Hount, le ruisseau d'en Briolé, le ruisseau d'en Malhomme et par deux petits cours d'eau, qui constituent un réseau hydrographique de 8 km de longueur totale,.
La Marcaoue, d'une longueur totale de 36,4 km, prend sa source dans la commune de Simorre et s'écoule du sud-ouest vers le nord-est. Elle traverse la commune et se jette dans la Gimone à Touget, après avoir traversé 15 communes.
L'Esquinson, d'une longueur totale de 13,8 km, prend sa source dans la commune de Sauveterre et s'écoule du sud-ouest vers le nord-est. Il traverse la commune et se jette dans la Save à Samatan, après avoir traversé 7 communes.

### Climat
Pour des articles plus généraux, voir Climat de l'Occitanie et Climat du Gers.
En 2010, le climat de la commune est de type climat du Bassin du Sud-Ouest, selon une étude s'appuyant sur une série de données couvrant la période 1971-2000. En 2020, Météo-France publie une typologie des climats de la France métropolitaine dans laquelle la commune est exposée à un climat océanique altéré et est dans la région climatique Aquitaine, Gascogne, caractérisée par une pluviométrie abondante au printemps, modérée en automne, un faible ensoleillement au printemps, un été chaud (19,5 °C), des vents faibles, des brouillards fréquents en automne et en hiver et des orages fréquents en été (15 à 20 jours).
Pour la période 1971-2000, la température annuelle moyenne est de 13,1 °C, avec une amplitude thermique annuelle de 15,9 °C. Le cumul annuel moyen de précipitations est de 763 mm, avec 9,4 jours de précipitations en janvier et 5,7 jours en juillet. Pour la période 1991-2020, la température moyenne annuelle observée sur la station météorologique la plus proche, située sur la commune de Lahas à 2 km à vol d'oiseau, est de 13,9 °C et le cumul annuel moyen de précipitations est de 633,5 mm,. Pour l'avenir, les paramètres climatiques de la commune estimés pour 2050 selon différents scénarios d'émission de gaz à effet de serre sont consultables sur un site dédié publié par Météo-France en novembre 2022.

### Milieux naturels et biodiversité

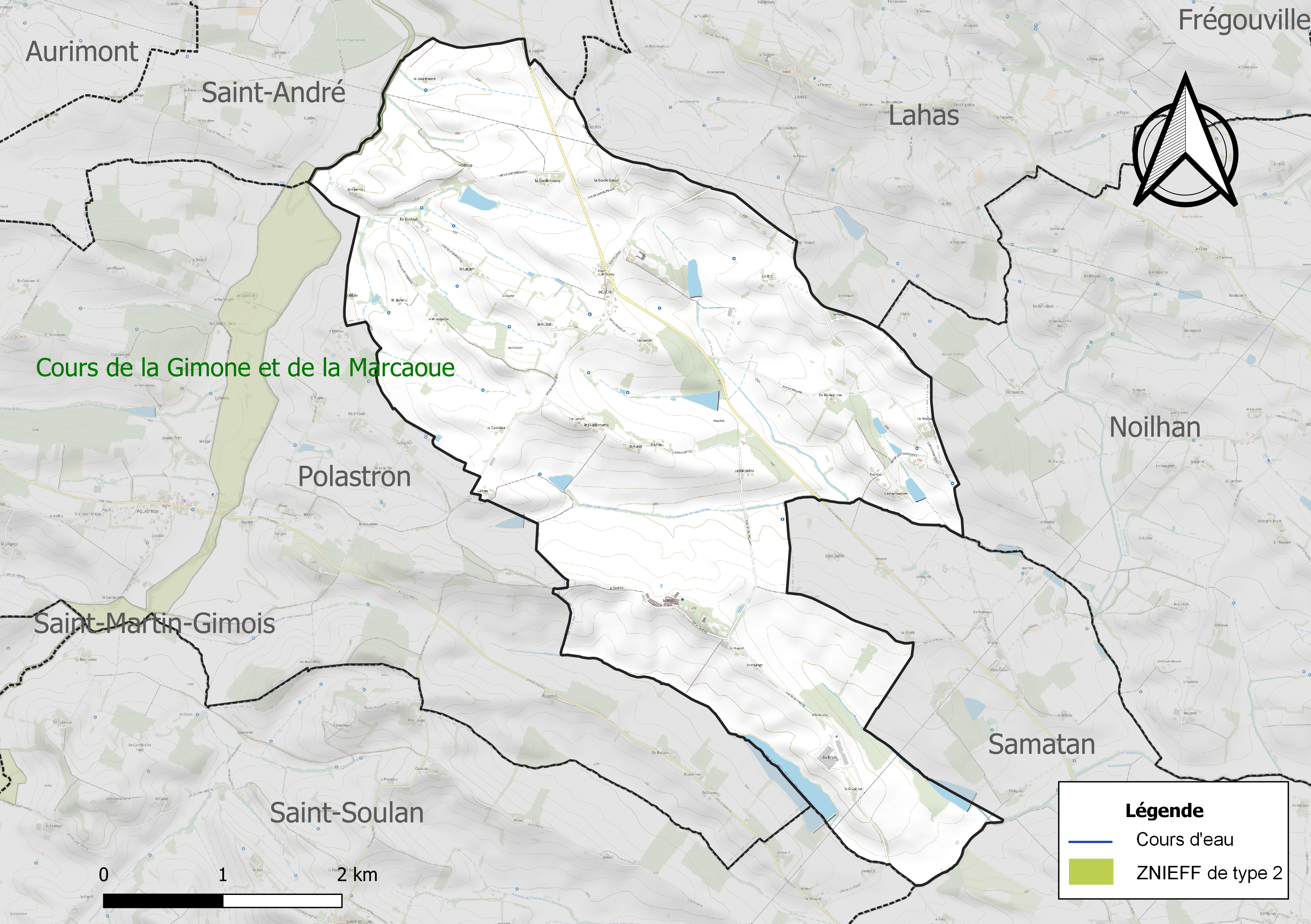
Carte de la ZNIEFF de type 2 localisée sur la commune.

L’inventaire des zones naturelles d'intérêt écologique, faunistique et floristique (ZNIEFF) a pour objectif de réaliser une couverture des zones les plus intéressantes sur le plan écologique, essentiellement dans la perspective d’améliorer la connaissance du patrimoine naturel national et de fournir aux différents décideurs un outil d’aide à la prise en compte de l’environnement dans l’aménagement du territoire.
Une ZNIEFF de type 2 est recensée sur la commune :
le « cours de la Gimone et de la Marcaoue » (3 085 ha), couvrant 60 communes dont cinq dans la Haute-Garonne, 37 dans le Gers, une dans les Hautes-Pyrénées et 17 dans le Tarn-et-Garonne.

## Urbanisme

### Typologie
Au 1er janvier 2024, Bézéril est catégorisée commune rurale à habitat très dispersé, selon la nouvelle grille communale de densité à sept niveaux définie par l'Insee en 2022.
Elle est située hors unité urbaine. Par ailleurs la commune fait partie de l'aire d'attraction de Toulouse, dont elle est une commune de la couronne,. Cette aire, qui regroupe 527 communes, est catégorisée dans les aires de 700 000 habitants ou plus (hors Paris),.

### Occupation des sols
L'occupation des sols de la commune, telle qu'elle ressort de la base de données européenne d’occupation biophysique des sols Corine Land Cover (CLC), est marquée par l'importance des territoires agricoles (100 % en 2018), une proportion identique à celle de 1990 (100 %). La répartition détaillée en 2018 est la suivante : 
terres arables (100 %). L'évolution de l’occupation des sols de la commune et de ses infrastructures peut être observée sur les différentes représentations cartographiques du territoire : la carte de Cassini (XVIIIe siècle), la carte d'état-major (1820-1866) et les cartes ou photos aériennes de l'IGN pour la période actuelle (1950 à aujourd'hui).

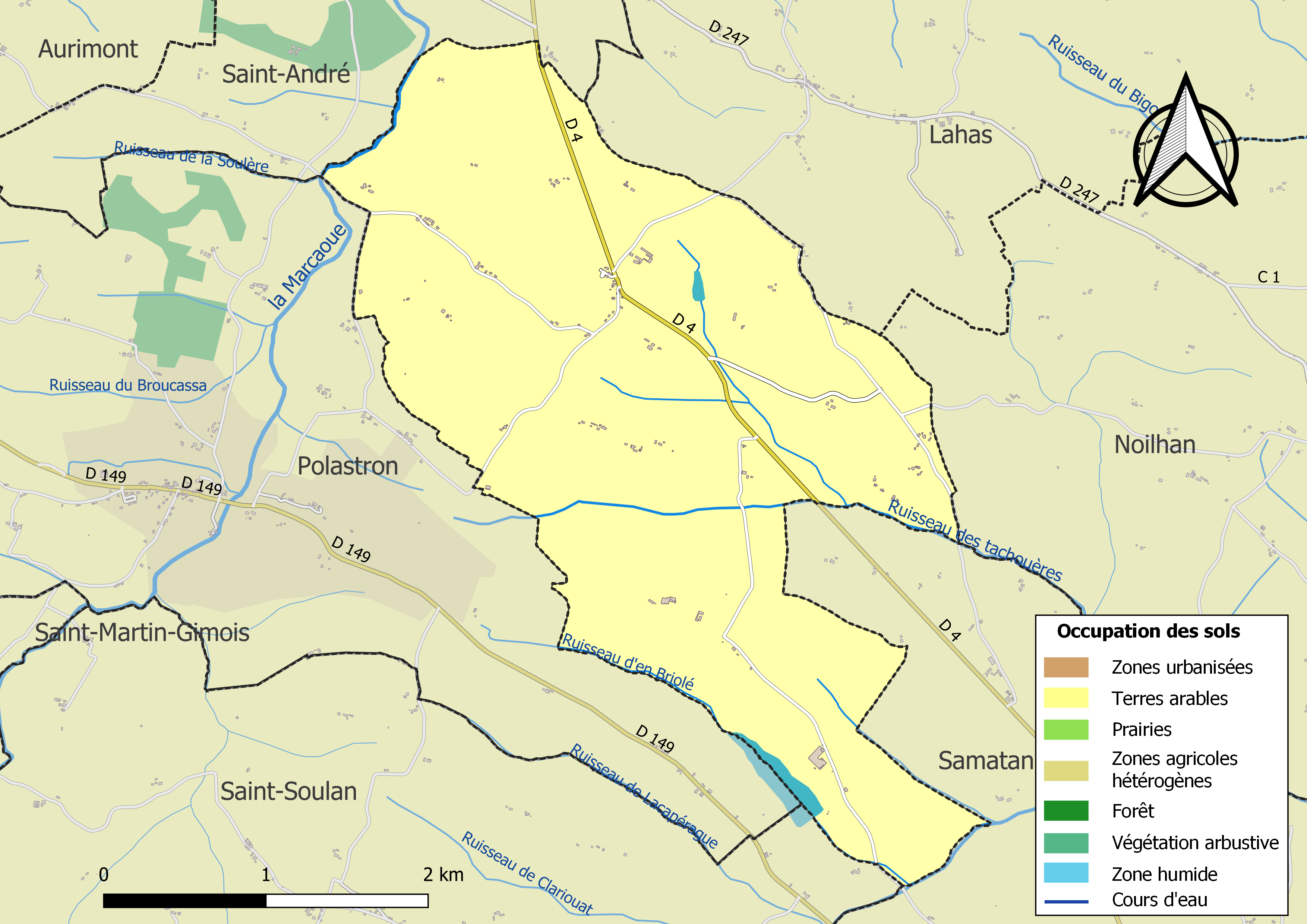
Carte des infrastructures et de l'occupation des sols de la commune en 2018 (CLC).

### Voies de communication et transports
La commune est traversée par la route départementale D 149.

### Risques naturels et technologiques
Le territoire de la commune de Bézéril est vulnérable à différents aléas naturels : météorologiques (tempête, orage, neige, grand froid, canicule ou sécheresse) et séisme (sismicité très faible). Un site publié par le BRGM permet d'évaluer simplement et rapidement les risques d'un bien localisé soit par son adresse soit par le numéro de sa parcelle.

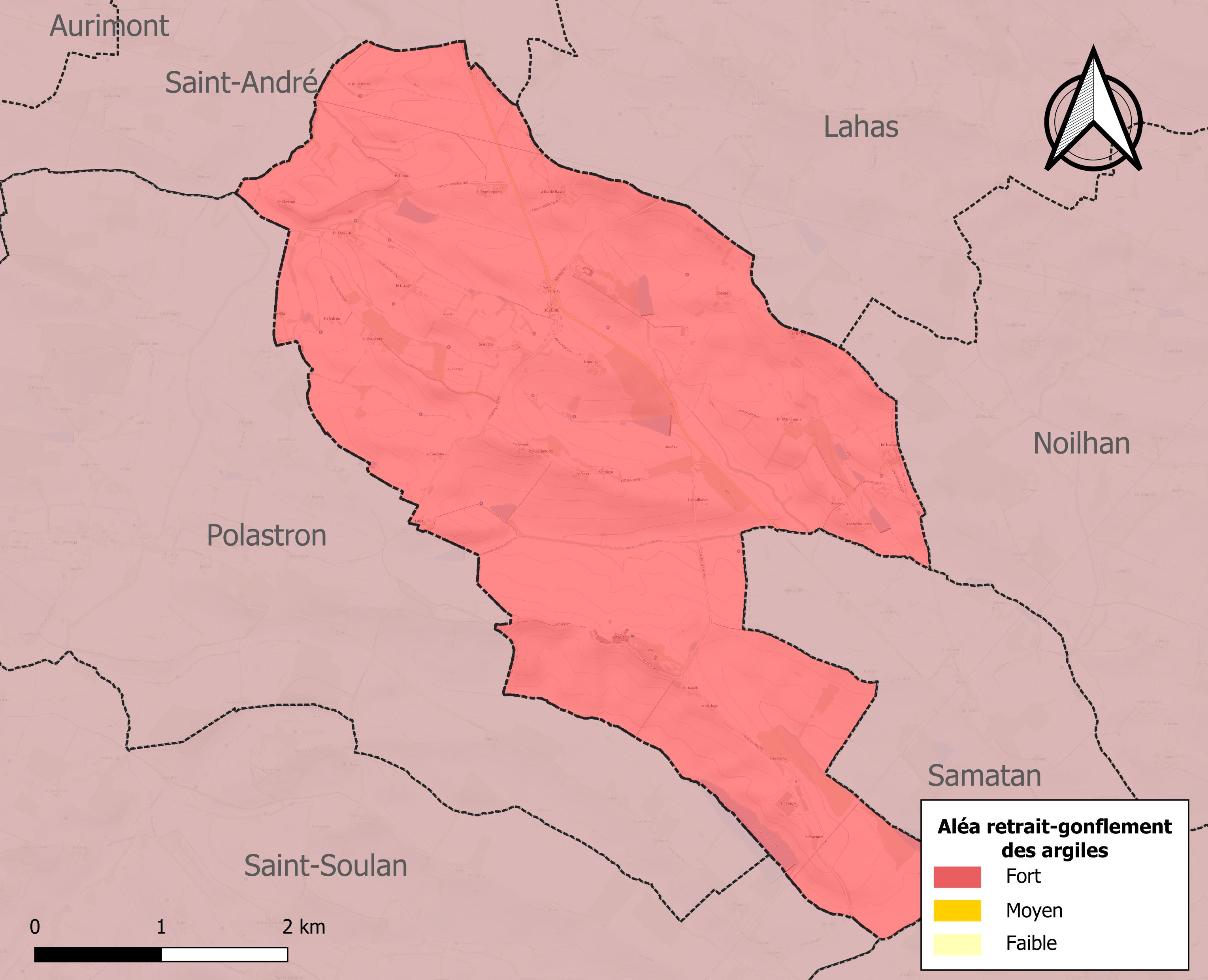
Carte des zones d'aléa retrait-gonflement des sols argileux de Bézéril.

Le retrait-gonflement des sols argileux est susceptible d'engendrer des dommages importants aux bâtiments en cas d’alternance de périodes de sécheresse et de pluie. La totalité de la commune est en aléa moyen ou fort (94,5 % au niveau départemental et 48,5 % au niveau national). Sur les 56 bâtiments dénombrés sur la commune en 2019, 56 sont en aléa moyen ou fort, soit 100 %, à comparer aux 93 % au niveau départemental et 54 % au niveau national. Une cartographie de l'exposition du territoire national au retrait gonflement des sols argileux est disponible sur le site du BRGM,.
Par ailleurs, afin de mieux appréhender le risque d’affaissement de terrain, l'inventaire national des cavités souterraines permet de localiser celles situées sur la commune.
La commune a été reconnue en état de catastrophe naturelle au titre des dommages causés par les inondations et coulées de boue survenues en 1988, 1999 et 2009. La commune a été reconnue en état de catastrophe naturelle au titre des dommages causés par la sécheresse en 1989, 1993, 1998, 2003 et 2017 et par des mouvements de terrain en 1999.

## Politique et administration

### Administration municipale
Le nombre d'habitants au recensement de 2011 étant compris entre 100 et 499, le nombre de membres du conseil municipal pour l'élection de 2014 est de onze,.

### Rattachements administratifs et électoraux
Commune faisant partie de l'arrondissement d'Auch, de la communauté de communes du Savès (Gers) et du canton de Val de Save (avant le redécoupage départemental de 2014, Bézéril faisait partie de l'ex-canton de Samatan).

### Liste des maires
| Période                                  | Période  | Identité                     | Étiquette | Qualité     |
| ---------------------------------------- | -------- | ---------------------------- | --------- | ----------- |
| 1792                                     | 1795     | Jean Paul Loubens            |           |             |
| 1795                                     | 1800     | Raymond Dupez                |           |             |
| 1800                                     | 1811     | Louis Darolles               |           |             |
| 1811                                     | 1815     | Louis Daurignac              |           |             |
| 1815                                     | 1827     | Jean Daguzan                 |           |             |
| 1827                                     | 1845     | Jean Pierre Loubens          |           |             |
| 1845                                     | 1866     | Louis Daignan                |           |             |
| 1866                                     | 1870     | Jean Baptiste Ningres        |           |             |
| 1870                                     | 1871     | Jean Basile Daignan          |           |             |
| 1871                                     | 1878     | Bernard Souriguère           |           |             |
| 1878                                     | 1881     | Jean Basile Daignan          |           |             |
| 1881                                     | 1888     | Alexandre Henri Busquère     |           |             |
| 1888                                     | 1935     | Gaudéric Daignan             |           |             |
| 1935                                     | 1941     | Henri Jules François Daignan |           |             |
| 1941                                     | 1944     | Pierre Cazemage              |           |             |
|                                          |          | ?                            |           |             |
| 1957                                     | 1977     | Lucien Malet                 |           |             |
| 1977                                     | 2008     | Georges Malet                | PS        |             |
| 2008                                     | En cours | Christian Daignan            | PCF       | Agriculteur |
| Les données manquantes sont à compléter. |          |                              |           |             |

## Équipements et services publics

### Enseignement
Bézéril fait partie de l'académie de Toulouse.

## Population et société

### Démographie
L'évolution du nombre d'habitants est connue à travers les recensements de la population effectués dans la commune depuis 1793. Pour les communes de moins de 10 000 habitants, une enquête de recensement portant sur toute la population est réalisée tous les cinq ans, les populations de référence des années intermédiaires étant quant à elles estimées par interpolation ou extrapolation. Pour la commune, le premier recensement exhaustif entrant dans le cadre du nouveau dispositif a été réalisé en 2006.

En 2022, la commune comptait 106 habitants, en évolution de −16,54 % par rapport à 2016 (Gers : +1,04 %, France hors Mayotte : +2,11 %).
| 1793 | 1800 | 1806 | 1821 | 1831 | 1841 | 1846 | 1851 | 1856 |
| ---- | ---- | ---- | ---- | ---- | ---- | ---- | ---- | ---- |
| 251  | 271  | 280  | 280  | 360  | 372  | 370  | 361  | 362  |

| 1861 | 1866 | 1872 | 1876 | 1881 | 1886 | 1891 | 1896 | 1901 |
| ---- | ---- | ---- | ---- | ---- | ---- | ---- | ---- | ---- |
| 341  | 351  | 327  | 356  | 296  | 309  | 266  | 275  | 242  |

| 1906 | 1911 | 1921 | 1926 | 1931 | 1936 | 1946 | 1954 | 1962 |
| ---- | ---- | ---- | ---- | ---- | ---- | ---- | ---- | ---- |
| 254  | 237  | 210  | 247  | 190  | 213  | 202  | 188  | 144  |

| 1968 | 1975 | 1982 | 1990 | 1999 | 2006 | 2011 | 2016 | 2021 |
| ---- | ---- | ---- | ---- | ---- | ---- | ---- | ---- | ---- |
| 123  | 113  | 113  | 107  | 92   | 98   | 123  | 127  | 114  |

| 2022 | - | - | - | - | - | - | - | - |
| ---- | - | - | - | - | - | - | - | - |
| 106  | - | - | - | - | - | - | - | - |

| selon la population municipale des années : | 1968 | 1975 | 1982 | 1990 | 1999 | 2006 | 2009 | 2013 |
| Rang de la commune dans le département      | 302  | 395  | 340  | 338  | 345  | 363  | 349  | 319  |
| Nombre de communes du département           | 466  | 462  | 462  | 462  | 463  | 463  | 463  | 463  |

### Manifestations culturelles et festivités
Fête communale : dernier dimanche de septembre, fête patronale : 25 juillet.

### Activités sportives
Chasse, pétanque, randonnée pédestre, Le circuit du Buggy Club Ouest 31 est situé à Bézéril.

## Économie

### Emploi
|                | 2008  | 2013   | 2018   |
| -------------- | ----- | ------ | ------ |
| Commune        | 8,8 % | 10,5 % | 11,4 % |
| Département    | 6,1 % | 7,5 %  | 8,2 %  |
| France entière | 8,3 % | 10 %   | 10 %   |

En 2018, la population âgée de 15 à 64 ans s'élève à 71 personnes, parmi lesquelles on compte 78,6 % d'actifs (67,1 % ayant un emploi et 11,4 % de chômeurs) et 21,4 % d'inactifs,. Depuis 2008, le taux de chômage communal (au sens du recensement) des 15-64 ans est supérieur à celui de la France et du département.
La commune fait partie de la couronne de l'aire d'attraction de Toulouse, du fait qu'au moins 15 % des actifs travaillent dans le pôle,. Elle compte 138 emplois en 2018, contre 127 en 2013 et 176 en 2008. Le nombre d'actifs ayant un emploi résidant dans la commune est de 48, soit un indicateur de concentration d'emploi de 288,9 % et un taux d'activité parmi les 15 ans ou plus de 56,1 %.
Sur ces 48 actifs de 15 ans ou plus ayant un emploi, 10 travaillent dans la commune, soit 21 % des habitants. Pour se rendre au travail, 85,1 % des habitants utilisent un véhicule personnel ou de fonction à quatre roues, 4,2 % s'y rendent en deux-roues, à vélo ou à pied et 10,6 % n'ont pas besoin de transport (travail au domicile).
Est à signaler l'implantation d'une usine de valorisation agro-alimentaire: Nataïs, leader européen de la production de pop-corn.

### Activités hors agriculture
12 établissements sont implantés  à Bézéril au 31 décembre 2019.
Le secteur de l'industrie manufacturière, des industries extractives et autres est prépondérant sur la commune puisqu'il représente 33,3 % du nombre total d'établissements de la commune (4 sur les 12 entreprises implantées  à Bézéril), contre 12,3 % au niveau départemental.

### Agriculture
|               | 1988 | 2000 | 2010 | 2020 |
| ------------- | ---- | ---- | ---- | ---- |
| Exploitations | 20   | 14   | 12   | 8    |
| SAU (ha)      | 873  | 810  | 891  | 774  |

La commune est dans les « Coteaux du Gers », une petite région agricole occupant l'est du département du Gers. En 2020, l'orientation technico-économique de l'agriculture  sur la commune est la culture de céréales et/ou d'oléoprotéagineuses. Huit exploitations agricoles ayant leur siège dans la commune sont dénombrées lors du recensement agricole de 2020 (20 en 1988). La superficie agricole utilisée est de 774 ha,,.

## Culture locale et patrimoine

### Lieux et monuments
- Le château de Bézéril était l'apanage des Chapiers, riche famille capitulaire toulousaine. Des réminiscences de vocation défensive apparaissent dans cette construction du début du XVIIe siècle, remise au goût du jour au XVIIIe siècle. La cour d'honneur est fermée symétriquement par de longs bâtiments en retour d'équerre, terminés par de forts pavillons. Le corps de logis de brique est à deux niveaux surmontés d'un fronton triangulaire et de tours quadrangulaires. La façade et les toitures du château et de ses communs sont inscrits à l'inventaire des monuments historiques depuis 1977[36]. (propriété privée: ne se visite pas)
- Église Saint-Jacques. L'église est inscrite à l'inventaire des monuments historiques depuis 1979[37].
- Au parking du cimetière, situé à l'écart du village en direction du village de Lahas, a été installée en 2021 une table d'orientation photographique dirigée vers la chaîne des Pyrénées. Par temps favorable, l'on peut voir de nombreux sommets, depuis le Canigou (66) à l'Est jusqu'au Pic d'Anie (64) à l'Ouest, en passant par l'Aneto (SP) plus haut sommet de la chaîne.

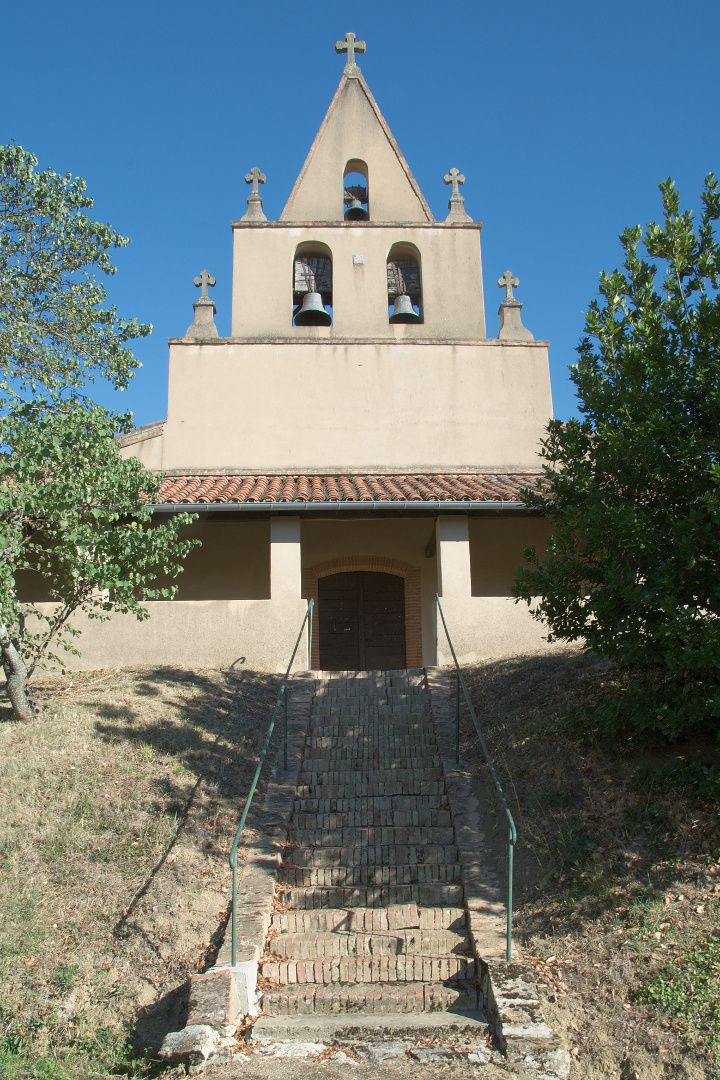
Façade et clocher-mur daté de 1759 de l'église Saint-Jacques
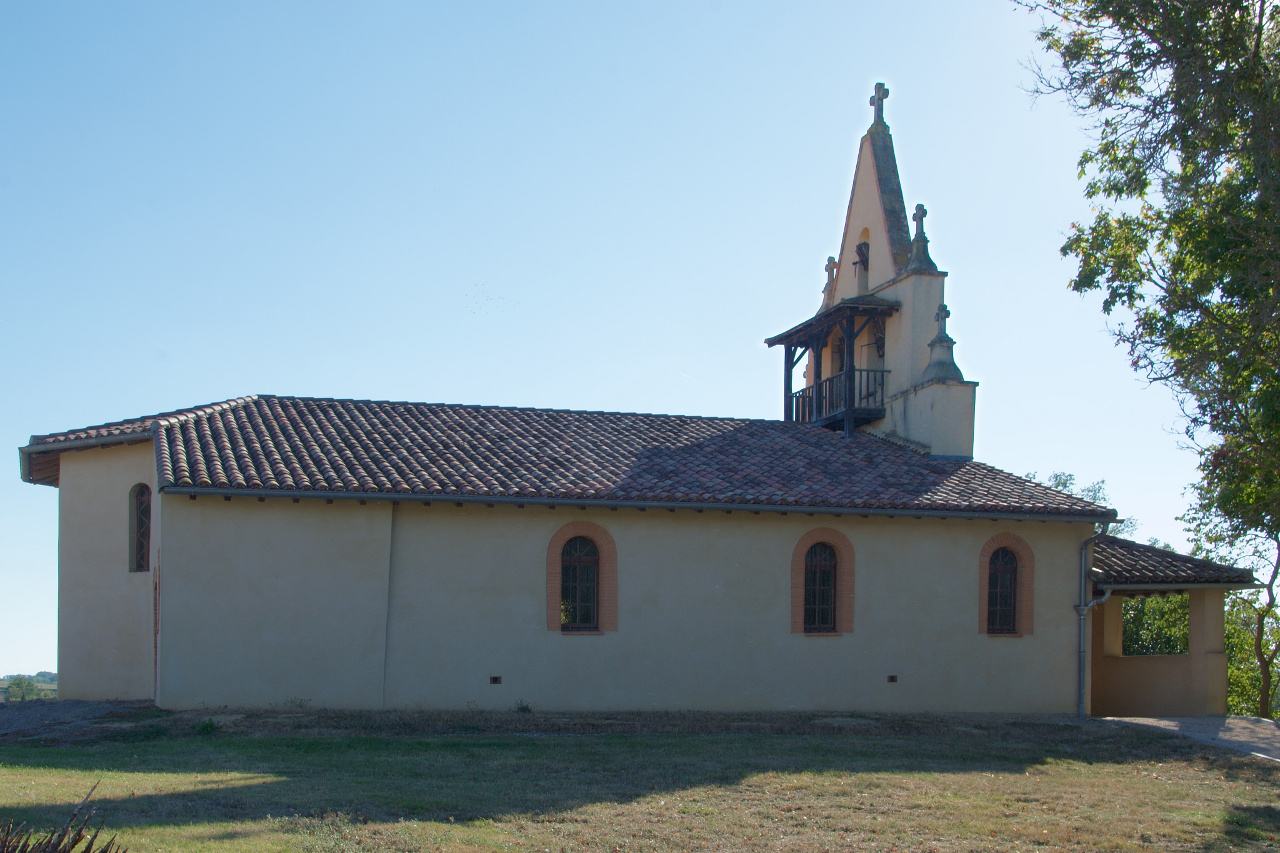
Église Saint-Jacques
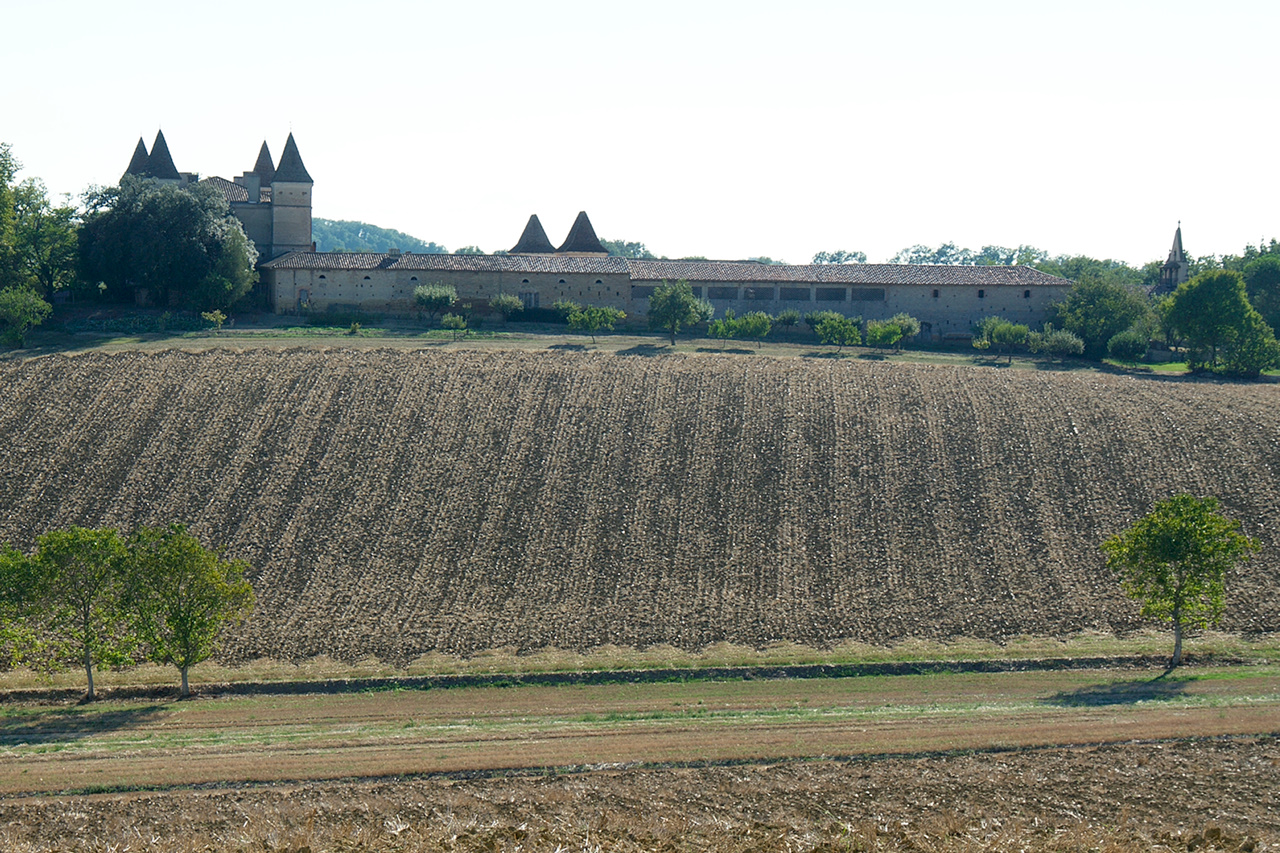
Château de Bézéril